# George Kalayil
George Kalayil (* 16. Juli 1958 in Renjalady, Karnataka) ist ein indischer Geistlicher und syro-malankara katholischer Bischof von Puthur.

## Leben
George Kalayil studierte Philosophie am Priesterseminar St. Joseph’s in Mangalore und Katholische Theologie am Priesterseminar in Pune. Er empfing am 1. Mai 1986 das Sakrament der Priesterweihe. Kalayil wurde an der Päpstlichen Universität Gregoriana in Rom im Fach Dogmatik promoviert.
Anschließend war George Kalayil in mehreren Pfarreien als Seelsorger tätig. Außerdem war er Direktor der St. Joseph’s School in Bathery und Regens des St. Mary’s Major Seminary. 2010 wurde Kalayil Protosynkellos der Eparchie Puthur.
Am 5. August 2017 ernannte ihn Papst Franziskus zum Bischof von Puthur. Der Großerzbischof von Trivandrum, Baselios Cleemis Thottunkal, spendete ihm am 21. September desselben Jahres die Bischofsweihe. Mitkonsekratoren waren der Erzbischof von Tiruvalla, Thomas Koorilos Chakkalapadickal, und sein Amtsvorgänger Geevarghese Divannasios Ottathengil.